# Surfer Blood
Surfer Blood is een Amerikaanse indierockband uit West Palm Beach. De band werd opgericht in 2009 door John Paul Pitts en Tyler Schwarz als Jabroni Sandwich. De band heeft vijf studioalbums uitgebracht.

## Discografie
- Astro Coast, 2010
- Pythons, 2013
- 1000 Palms, 2015
- Snowdonia, 2017
- Carefree Theatre, 2020